# Dummers oorlog
De Dummers oorlog was een oorlog in Noord-Amerika omstreeks 1721-1725. De oorlog staat bekend als een opeenvolging van gevechten tussen de Engelsen en de Fransen. De oorlog stond bol van ongeorganiseerd leiderschap, en bestond voornamelijk uit een opeenvolging van ontdekkingstochten die tot gevechten leidden. Welke van deze gevechten beschouwd moeten worden als een deel van de oorlog, blijft nog steeds een onderwerp van discussie.
De grondslag van de oorlog was de spanningen vanwege het bezit van grondgebieden in Noord-Nieuw-Engeland. In die tijd lag het territoriale gezag bij zowel Engeland als Frankrijk. De Fransen waren de eersten die de rivier de Kennebec in Maine ontdekten. Samuel de Champlain bereikte de rivier in 1604. Toch eigenden de Engelsen zich gebieden langs de Kennec toe door er huizen te bouwen, tot woede van de Fransen, die een pact sloten met Abenaki's (Indianen) om aanvallen tegen de Engelse kolonisten op te zetten. Om zich tegen deze aanvallen te beschermen, bouwden de Engelsen "Fort Dummer" in 1724. Het fort was genoemd naar de luitenant-gouverneur van Massachusetts William Dummer.
Het fort was de eerste Europese vestiging in Vermont. Het lag dicht bij de tegenwoordige Brattleboro, Vermont. De Fransen vestigden zich bij Norridgewock, een dorp van de Abenaki's bij de Kennebec. Een jezuïtische missionaris, genaamd Sébastien Racle (of Rale, Rasle, Rasles), leidde die vestiging, terwijl een Abnakische Indiaan genaamd "Grey Lock" ("Grijze Haarlok") de aanvallen leidde. De oorlog begon op 23 augustus, 1724, toen kapitein Jeremiah Moultan, in reactie op een aanval van de Abenaki's, tachtig man van het garnizoen van Massachusetts Bay en enkele Mohikanen samen met Sébastien Racle, naar een tegenaanval leidde. De aanval eindigde met de inneming van de Franse vestiging. Aan Engelse zijde sneuvelden twee manschappen van het garnizoen van Massachusetts Bay en een Mohikaan. 
De Oorlog van Dummer is niet onbelangrijk omdat het het eerste Amerikaanse conflict met de indianen was. Autoriteiten boden toen premies voor een scalp. De premie bedroeg 100 pond per hoofd, omgerekend nu zo'n 20.000 dollar (10.000 pond). Ontdekkingsreiziger John Lovewell hoopte ook zo'n premie te ontvangen en leidde een expeditie naar Winnipiscogee, een regio vol met meren, op 19 december 1724. Hij slaagde in het vermoorden en scalperen van een Indiaan en nam een kind gevangen. Later, bij Tamworth, New Hampshire, overrompelde hij samen met veertig anderen, een groep indianen, waarvan hij er tien scalpeerde. Tijdens zijn laatste expeditie stierf hij tijdens een gevecht tegen de Pigwacket bij Fryeburg, Maine, op 8 mei 1725.